# Ptinomorphus
Ptinomorphus is een geslacht van kevers uit de familie van de klopkevers (Anobiidae).

## Soorten
- Ptinomorphus angustatus Brisout de Barneville, 1861
- Ptinomorphus aquilus Toskina, 2001
- Ptinomorphus imperialis (Linnaeus, 1767)
- Ptinomorphus magnificus Reitter in Leder, 1880
- Ptinomorphus perpulchrus Obenberger, 1917
- Ptinomorphus regalis Duftschmid, 1825
- Ptinomorphus rosti Pic, 1896
- Ptinomorphus sericeus Toskina, 2001
- Ptinomorphus tatjanae Logvinovskiy, 1978